# Tour de Hongrie
Le Tour de Hongrie (en hongrois aussi magyar körverseny) est une compétition cycliste annuelle à étapes se déroulant en Hongrie, depuis sa création en 1925.

## Histoire
Le premier Tour de Hongrie a lieu le 27 juin 1925. Les cyclistes prennent la route dès quatre heures du matin, et le trajet Budapest-Szombathely-Győr-Budapest le plus rapide a été accompli par le cycliste Károly Jerzsabek, qui a réussi à couvrir la distance de 510,5 kilomètres en 22 heures et 10 minutes ; il s’agit donc du premier vainqueur du Tour. La course a lieu chaque année jusqu'à la Seconde Guerre mondiale, sauf en 1928, Budapest accueillant les championnats du monde de cyclisme sur route 1928 et en 1936, alors que les cyclistes étaient en pleine préparation des Jeux olympiques de Berlin. Pendant la Guerre mondiale, l'événement a lieu à deux reprises sur une distance raccourcie ; cependant, à la suite des changements politiques intervenus dans le pays, cela n’était plus qu’occasionnel. Par ailleurs, entre 1964 et 1992, soit 30 ans, aucune édition n’a lieu.
Après la fin du communisme en Hongrie, le Tour est de nouveau organisé par la Fédération hongroise de cyclisme en 1993, et le demeure jusqu'en 2008 avec seulement de courtes interruptions. En 2007, le tracé du tour quitte pour la première fois les frontières actuelles du pays : lors de la troisième étape, la course commence à Sátoraljaújhely et se termine à Košice, en Slovaquie. Aucune édition n'est organisée entre 2009 et 2014, les étapes du Tour ayant été dissoutes dans une compétition plus importante, le Tour d'Europe centrale. En 2015, le Tour réapparaît et est classé à l'UCI Europe Tour en catégorie 2.2. En 2019, la course est déplacée d'août  au mois de juin.
Menacée d'annulation en raison de la pandémie de coronavirus, l'édition 2020 est finalement reportée de quelques semaines,,. En 2023, l'épreuve intègre l'UCI ProSeries, le deuxième niveau du cyclisme international.

## Palmarès
| Année                 | Vainqueur           | Deuxième                     | Troisième           |
| --------------------- | ------------------- | ---------------------------- | ------------------- |
| 1925                  | Károly Jerzsabek    | Miklós Ladányi               | József Bouska       |
| 1926                  | László Vida         | Károly Hölczl                | Rezső Bouska        |
| 1927                  | László Vida         | Dezső Huszka                 | Károly Hugyecz      |
| 1928 Non-disputé      |                     |                              |                     |
| 1929                  | Oskar Thierbach     | Béla Jálics                  | János Istenes       |
| 1930                  | Vasco Bergamaschi   | János Peck                   | Andrea Minasso      |
| 1931                  | István Liszkay      | István Nemess                | Guglielmo Segato    |
| 1932                  | József Vitéz        | István Nemess                | Livio Carlotti      |
| 1933                  | Kurt Stettler       | Hans Martin                  | László Orczán       |
| 1934                  | Károly Szenes       | István Liszkay               | Béla Mádi           |
| 1935                  | Károly Nemes-Nótás  | Ferenc Éles                  | István Adorján      |
| 1936-1937 Non-disputé |                     |                              |                     |
| 1937                  | Lothar Strakati     | Stanisław Wasilewski         | Antal Szalay        |
| 1938-1941 Non-disputé |                     |                              |                     |
| 1942                  | Ferenc Barvik       | Gyula Gere                   | Mihaly Irhazi       |
| 1943                  | István Liszkay      | Gyula Gere                   | Lajos Lakatos       |
| 1944-1948 Non-disputé |                     |                              |                     |
| 1949                  | André Labeylie      | Rudolf Lauscha               | Roger Bourgeteau    |
| 1950-1952 Non-disputé |                     |                              |                     |
| 1953                  | József Kiss-Dala    | Bela Bartusek                | Márton Bencze       |
| 1954 Non-disputé      |                     |                              |                     |
| 1955                  | Győző Török         | József Albert                | Lajos Szabo         |
| 1956                  | Győző Török         | Tibor Károlyi                | János Bende         |
| 1957-1961 Non-disputé |                     |                              |                     |
| 1962                  | Adolf Christian     | János Juszkó                 | Ferenc Horváth      |
| 1963                  | András Mészáros     | Lothar Höhne                 | János Juszkó        |
| 1964                  | Ferenc Stámusz      | Béla Juhász                  | Andras Devay        |
| 1965                  | László Mahó         | György Balasko               | János Juszkó        |
| 1966-1992 Non-disputé |                     |                              |                     |
| 1993                  | Jens Dittmann       | Gábor Kovács                 | Dominique Perras    |
| 1994                  | Wolfgang Kotzmann   | Oleksandr Klymenko           | Andreas Lauk        |
| 1995                  | Sergueï Ivanov      | Aleksandr Kavecki            | Jens Dittmann       |
| 1996                  | Alexander Tolomanov | János Istlstekker            | Károly Eisenkrammer |
| 1997                  | Zoltán Bebtó        | Youri Zajac                  | Balázs Rothmer      |
| 1998                  | Alexander Rotar     | Nazarenko                    | Károly Eisenkrammer |
| 1999-2000 Non-disputé |                     |                              |                     |
| 2001                  | Mikoš Rnjaković     | Róbert Nagy                  | Roman Broniš        |
| 2002                  | Zoltán Vanik        | Jan Faltýnek                 | Radek Blahut        |
| 2003                  | Zoltán Remák        | Matej Jurčo                  | Kacper Sowiński     |
| 2004                  | Zoltán Remák        | Phillip Thuaux               | Martin Prázdnovský  |
| 2005                  | Tamás Lengyel       | Martin Prázdnovský           | Glen Chadwick       |
| 2006                  | Martin Riška        | Zoltán Remák                 | Csaba Szekeres      |
| 2007                  | Andrew Bradley      | Miroslav Keliar              | Stefan Pöll         |
| 2008                  | Hans Bloks          | Vladimir Kerkez              | Ivan Stević         |
| 2009-2014 Non-disputé |                     |                              |                     |
| 2015                  | Tom Thill           | Andi Bajc                    | James Early         |
| 2016                  | Mihkel Räim         | Oleksandr Polivoda           | Daniel Turek        |
| 2017                  | Daniel Jaramillo    | Barnabás Peák                | Tadej Pogačar       |
| 2018                  | Manuel Belletti     | Kamil Małecki                | Paolo Totò          |
| 2019                  | Krists Neilands     | Márton Dina                  | Attila Valter       |
| 2020                  | Attila Valter       | Quinn Simmons                | Damien Howson       |
| 2021                  | Damien Howson       | Ben Hermans                  | Antonio Tiberi      |
| 2022                  | Eddie Dunbar        | Óscar Rodríguez Garaicoechea | Samuele Battistella |
| 2023                  | Marc Hirschi        | Ben Tulett                   | Yannis Voisard      |
| 2024                  | Thibau Nys          | Emanuel Buchmann             | Wout Poels          |
| 2025                  |                     |                              |                     |

## Sources
- (en) Cet article est partiellement ou en totalité issu de l’article de Wikipédia en anglais intitulé « Tour de Hongrie » (voir la liste des auteurs).